# Recaro
Recaro, é uma empresa alemã, localizada na cidade de Kirchheim unter Teck, conhecida pela fabricação de bancos para automóveis.
No Brasil ganhou grande notoriedade equipando veículos esportivos, como o Gol GTS e GTI, Golf Mk3 e Mk4, Passat, Pointer, Kadett Gs e Gsi, Escort XR-3 Conversível, entre outros. A característica principal dos bancos destes veículos era a esportividade e a qualidade de construção. Mais recentemente a empresa também fornecia seus produtos para times de futebol, incluindo Real Madrid, Manchester United e São Paulo FC.

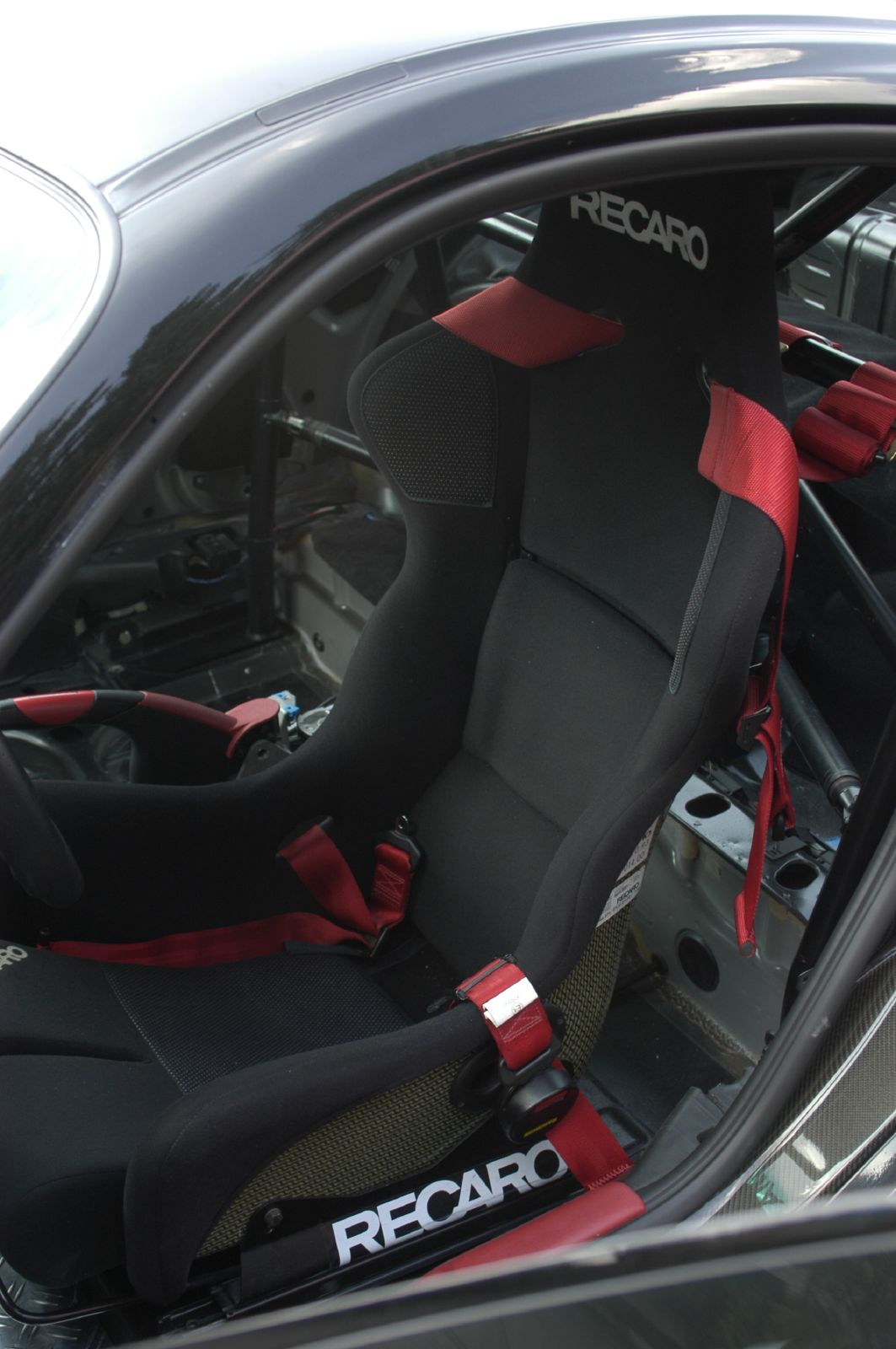
Banco de automóvel fabricado pela empresa

Em julho de 2024, a companhia ingressou com um pedido de falência na Alemanha.